# Нячанг (авиабаза)

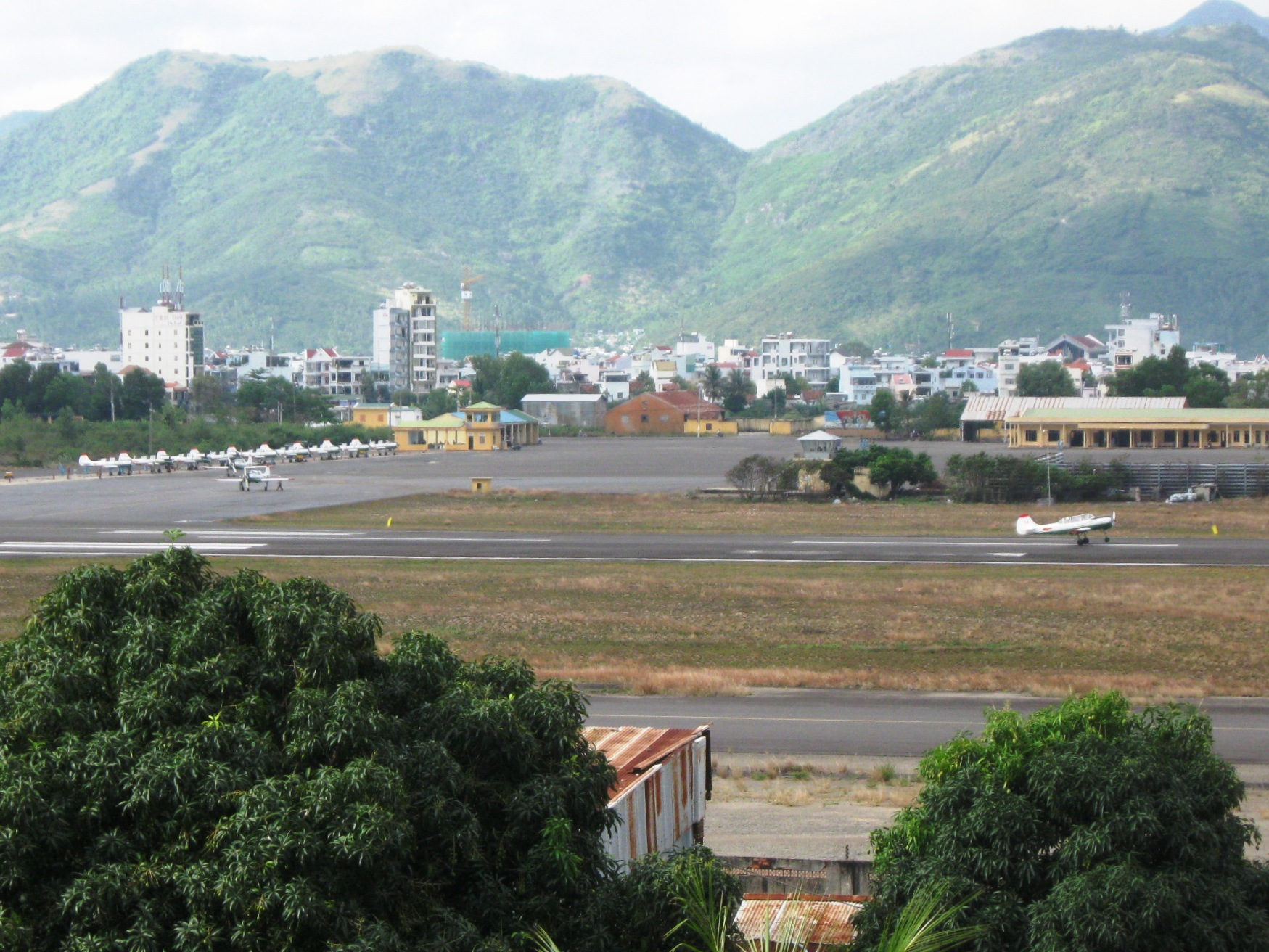
Сегодня база работает как учебный центр лётной подготовки 920 полка ВВС Вьетнама. Фото 2013 года

Авиабаза Няча́нг (1955—1975) — один из крупнейших объектов Военно-воздушных сил Республики Вьетнам (VNAF), расположенный в городе Нячанг (провинция Кханьхоа) на побережье Южно-Китайского моря. В ходе Вьетнамской войны с 1959 по 1975 годы использовалась подразделениями армии, военно-воздушных сил и корпуса морской пехоты военно-морского флота вооружённых сил США.
После окончания войны в 1975 году авиабаза находилась под контролем Военно-воздушных сил Вьетнама, а также обеспечивала гражданские перевозки в Нячанг. В настоящее время аэропорт закрыт для всех коммерческих операций, которые с 2004 года обслуживаются в Международном аэропорту Камрань.
База работала как учебный центр лётной подготовки 920 полка ВВС Народной армии Вьетнама. 12 декабря 2009 премьер-министр Вьетнама Нгуен Тан Зунг подписал документ о переводе полка ВВС в Камрань и использовании земель аэропорта Нячанг в гражданских целях.

## Начальный период
Авиабаза 194 (Base Aeriene 194) была построена французскими колонистами в 1949 году в качестве авиационного учебного центра подготовки вьетнамских военных лётчиков. На начальном этапе инструкторскую работу выполняли французские специалисты, а учебные группы комплектовались вьетнамскими пилотами, ранее прошедшими подготовку в лётных школах Франции, Алжира и Марокко. Первая группа из 15 лётчиков была выпущена в марте 1952 года, обученные вьетнамские пилоты впоследствии заменили на инструкторских должностях своих французских коллег.
В июле 1951 года сформированы две эскадрильи ВВС Южного Вьетнама с размещением на авиабазах в Таншонняте и Нячанге, воздушный парк которых составляли оснащённые подкрыльевыми бомбодержателями самолёты Morane-Saulnier 500 (выпущенные ещё в период нацистского режима Виши), а также военно-транспортными самолетами Люфтваффе Юнкерс Ю-52 и американские Дуглас C-47 «Скайтрейн». Спустя некоторое время была сформирована третья эскадрилья, в задачи которой входило ведение резведки и сбора оперативных данных для последующего осуществления бомбовых ударов. Штаб общего командования эскадрильями размещался в Сайгоне.
15 декабря 1952 года BA-194 была реорганизована в учебно-тренировочный центр ВВС Республики Вьетнам. Авиабаза имела расположение, хорошо подходящее для подготовки и переподготовки военных лётчиков. Окружающая местность включала в себя плоскую равнину, горы на западе и прибрежную полосу на востоке и, следовательно, почти идеально подходила для выполнения учебно-тренировочных полётов в различных условиях и разносторонней тактической подготовки военных пилотов.

## ВВС Южного Вьетнама
1 июля 1955 года были образованы Военно-воздушные силы Южного Вьетнама, в распоряжение которых перешли четыре военных авиабазы в Нячанге, Бьенхоа, Туране и Таншонняте. В Нячанге к тому времени наряду с учебно-тренировочным центром ВВС базировались регулярные части тактической эскадрильи и 2-й Группы артиллерийской эскадрильи (GAO), летавшей на переоборудованных под бомбардировщики самолётах Morane-Saulnier 500.
7 июля 1955 года учебный центр в Нячанге был переименован в «Тактическую базу 1», а в сентябре 1957 года два подразделения центра (базирование и учебно-тренировочный) были объединены в одну военную структуру, получившую название «Учебно-тренировочная база Нячанг».
В 1961 году была сформирована 2-я истребительная авиаэскадрилья, использовавшая учебные истребители-бомбардировщики North American T-28 Trojan. В январе 1962 года учебный центр подготовки вьетнамских лётчиков был перенесён с авиабазы Нячанга в США, а на самой авиабазе остались только учебные группы по подготовке армейских военнослужащих и технического персонала.
В том же году командование вооружёнными силами Соединённых Штатов направило в зону боевых действий подразделение военных лётчиков с самолётами de Havilland Canada U-6A и спецгруппы из состава 1-й и 2-й транспортных эскадрилий (Douglas C-47 Skytrain), которые до июля 1962 года осуществляли ночные вылеты с авиабазы Нячанг. Руководство операциями осуществлял майор Нгуен Као Ки, впоследствии ставший командующим ВВС Южного Вьетнама и позже — премьер-министром страны.

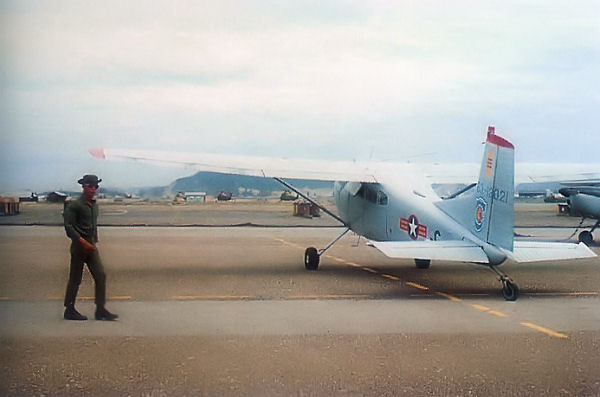
Cessna U-17 «Skywagon» ВВС Южного Вьетнама и пилот-инструктор. Учебно-тренировочная база Нячанг

В сентябре 1962 года командование ВВС США направило в Нячанг группу военных специалистов для подготовки собственных инструкторов ВВС Южного Вьетнама к полётам на типе Cessna U-17 «Skywagon» и их техническому обслуживанию. Курс обучения вьетнамских военных был завершён в июле 1963 года, и подготовленные инструкторы приступили к тренировке пилотов южновьетнамских ВВС, заменив североамериканских коллег.
В октябре 1965 года учебно-тренировочный центр Нячанга был вновь разделён на два подразделения — обеспечивающее боевые действие и, собственно, боевое. Первое подразделение фактически было переведено на авиабазу в Плейку ещё в январе 1965 года, войдя затем в состав 62-го крыла ВВС Южного Вьетнама.
В последующие годы деятельность Учебно-тренировочной авиабазы Нячанг полностью перешла под контроль Военно-воздушных сил США. Учебный центр был вынесен в Мидук в 35 километрах к северу-северо-западу от Нячанга, где для продолжения учебно-тренировочных полётов лётчиков ВВС Южного Вьетнама была построена отдельная взлётно-посадочная полоса длиной 1006 метров.

### Размещение военных подразделений в июне 1974 года
На Авиабазе Нячанг размещался штаб 2-й авиадивизии Военно-воздушных сил Вьетнама и учебно-тренировочных центр подготовки военных пилотов южновьетнамских ВВС.
62-е тактическое крыло
- 114-я эскадрилья связи (Cessna O-1A, U-17)
- 215-я/219-я вертолётная эскадрилья (Bell UH-1D)
- 259-я вертолётная эскадрилья (Bell UH-1H, санитарные бригады)
- 817-я штурмовая эскадрилья (AC-47D)
- 524-я/548-я истребительная эскадрилья (A-37B)

Учебно-тренировочный центр
- 918-я учебно-тренировочная эскадрилья (T-41)

### Другие подразделения ВВС Южного Вьетнама
12-е тактическое крыло (1963)
- 516-я истребительная эскадрилья (T-28)
- 114-я эскадрилья ближней разведки (O-1, U-17)

62-е тактическое крыло (1965)
- 524-я истребительная эскадрилья (A-1, A-37)
- 215-я вертолётная эскадрилья (UH-1)

Эмблемы подразделений ВВС Южного Вьетнама, базировавшихся на Авиабазе Нячанг

## Подразделения ВВС США

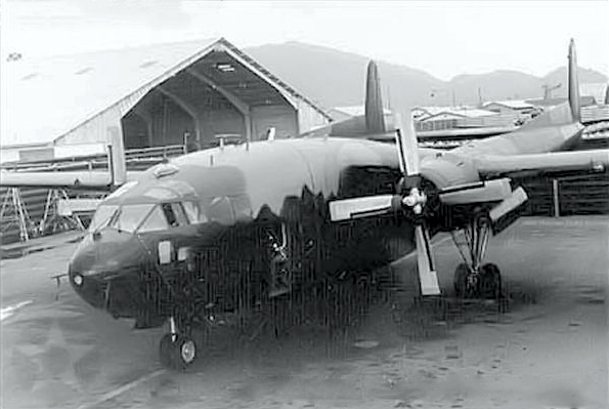
Транспортный самолёт Fairchild AC-119 «Shadow» (серийный номер 53-3178) 17-й авиаэскадрильи специального назначения. В 1971 году продан Военно-воздушным силам Южного Вьетнама

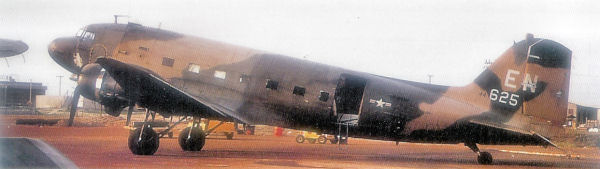
Транспортный самолёт Douglas AC-47B-30-DK «Spooky» (серийный номер 44-76625) 4-й авиаэскадрильи специального назначения. Март 1969 года

Базировавшиеся на Авиабазе Нячанг подразделения Военно-воздушных сил США находились под командованием Тихоокеанских ВВС США (Седьмая группа).

### 14-е авиационное командование (авиакрыло специального назначения)
«14-е авиакрыло» с размещением на Авиабазе Нячанг было сформировано 8 марта 1966 года.
1 августа 1968 года военное подразделение сменило название и вплоть до его расформирования 30 сентября 1971 года было известно, как «14-е крыло специального назначения».
Перечень эскадрилий ВВС США на Авиабазе Нячанг:
- 1-я эскадрилья специального назначения, 8 марта 1966 — 20 декабря 1967 года. (A-1E, код маркировки самолётов: EC)
- 4-я эскадрилья специального значения, 8 марта 1966 — 14 октября 1969 года. (AC-47D, код маркировки самолётов: EN)

с Авиабазы Фанранг.
- 5-я эскадрилья специального назначения 8 марта 1966 — 15 октября 1969. (C-47D, SC-47D, U10A/B, код маркировки самолётов: EO)
- 6-я эскадрилья специального назначения 8 марта 1966 — июль 1968

в течение июля месяца 1968 года переведена на Авиабазу Плейку и реорганизована
- 20-я эскадрилья специального назначения 8 марта 1966 — 14 октября 1969. (CH-3, UH-1)

14 октября 1969 переведена на Авиабазу Тханьхоа для поддержки наступательных операций
- 602-я эскадрилья специального назначения, 8 марта 1966 — 8 апреля 1967 года

604-я эскадрилья специального назначения (15 ноября 1967 — 14 октября 1969) заменена 602-й эскадрильей специального назначения и расквартирована на Авиабазе Фанранг
- 9-я эскадрилья специального назначения, 25 января 1967 — 14 октября 1969. (O-2B, C-47D, код маркировки самолётов: ER)
- 14-я эскадрилья специального назначения, 25 октября 1967 — 1 мая 1968. (AC-47D)

заменена 3-й эскадрильей специального назначения, 1 мая 1968 — 15 сентября 1969. (AC-47D, код маркировки самолётов: EL)
- 6-я эскадрилья специального назначения, 29 февраля 1968 — 15 июля 1968. (A-1E/H, код маркировки самолётов: ET)
- 3-я эскадрилья специального назначения, 1 мая 1968 — 15 сентября 1969. (AC-47D, код маркировки самолётов: EL)
- 71-я эскадрилья специального назначения, 20 декабря 1968 — 10 июня 1969. (AC-119)

входила в состав Национальной воздушной гвардии США в Индиане. В Южном Вьетнаме в задачи эскадрильи входили обеспечение наземных наступательных операций, радиослежение и другие спецоперации. Впоследствии передислоцирована на Авиабазу Бакалар в Колумбусе (штат Индиана, США).
- 15-я эскадрилья специального назначения, 15 марта 1968 — 14 октября 1969. (C-130E (I))
- 17-я эскадрилья специального назначения, 1 июня 1969 — 14 октября 1969. (AC-119)
- 18-я эскадрилья специального назначения, 1 октября 1969 — 14 октября 1969. (AC-119)

14 октября 1969 года 15, 17 и 18-я эскадрильи были передислоцированы на Авиабазу Фанранг для поддержки наступательных действий и обеспечения спасательных операций.

### Эмблемы подразделений ВВС США, базировавшихся в Нячанге

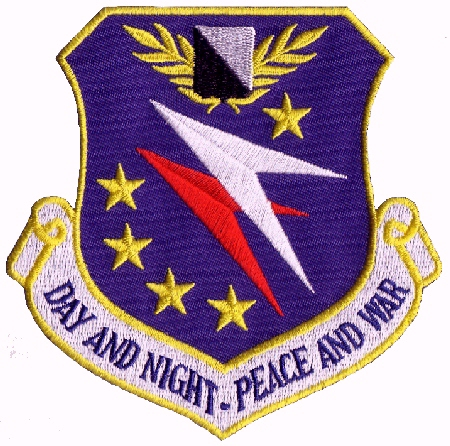
Эмблема 14-го авиакрыла специального назначения 1966-1971
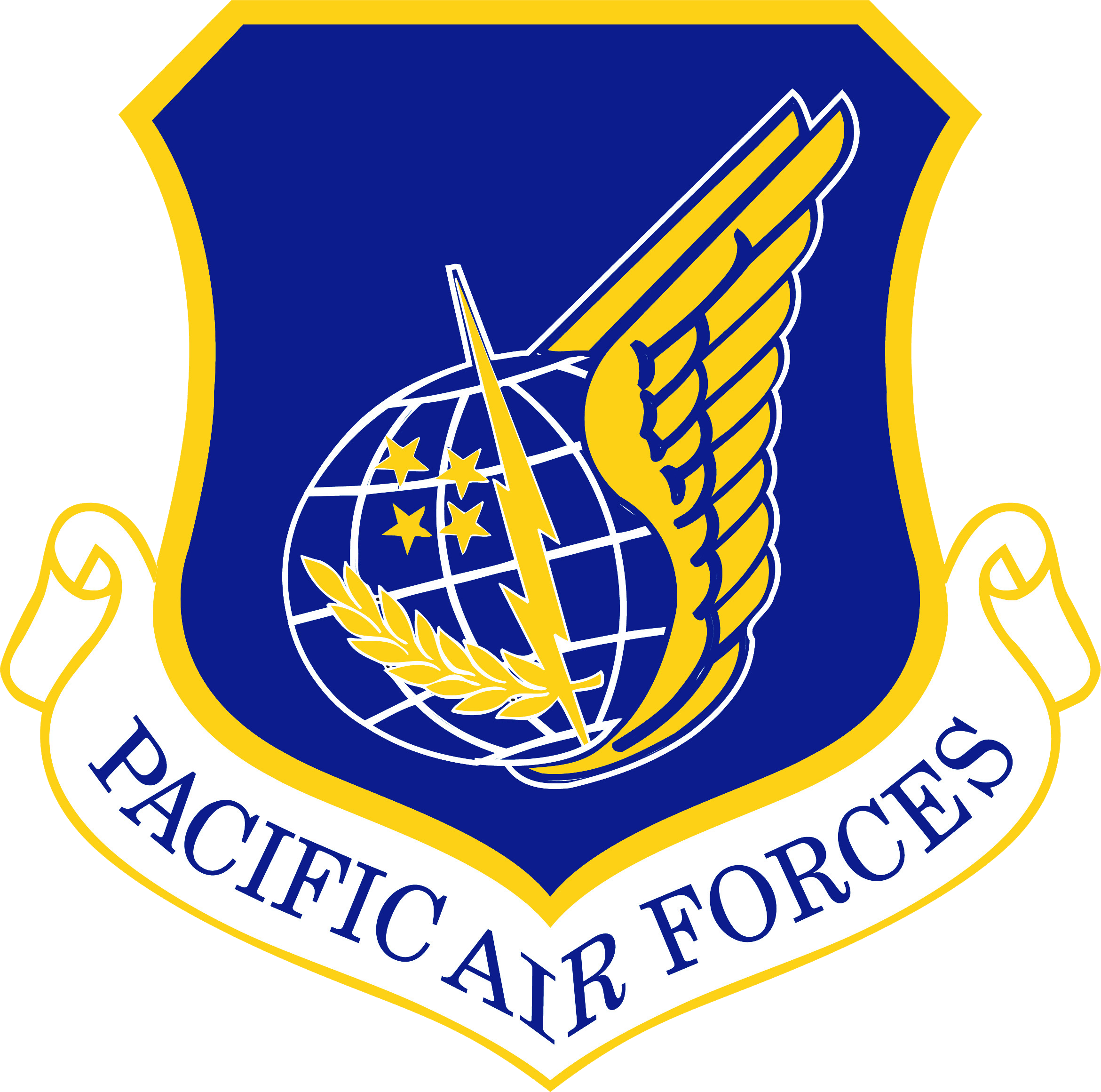
Тихоокеанские ВВС 1966-1971
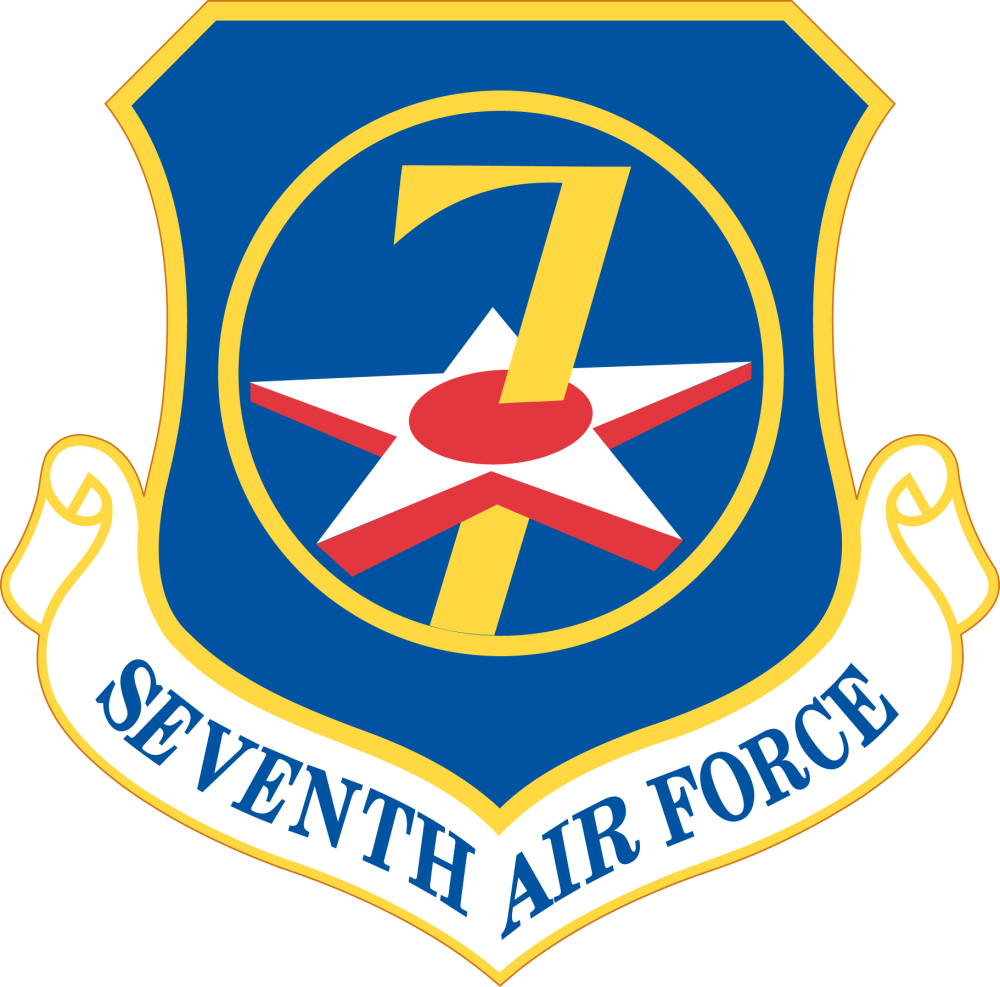
Тихоокеанские ВВС (Седьмая группа) 1966-1971

## Современное положение

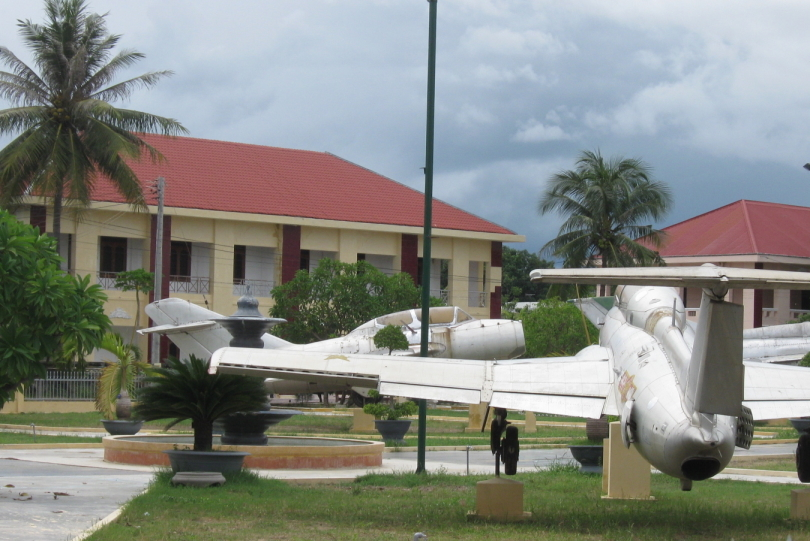
Вид на базу с улицы. Во дворе стоят музейные экспонаты времён войны. Фото 2009 г.

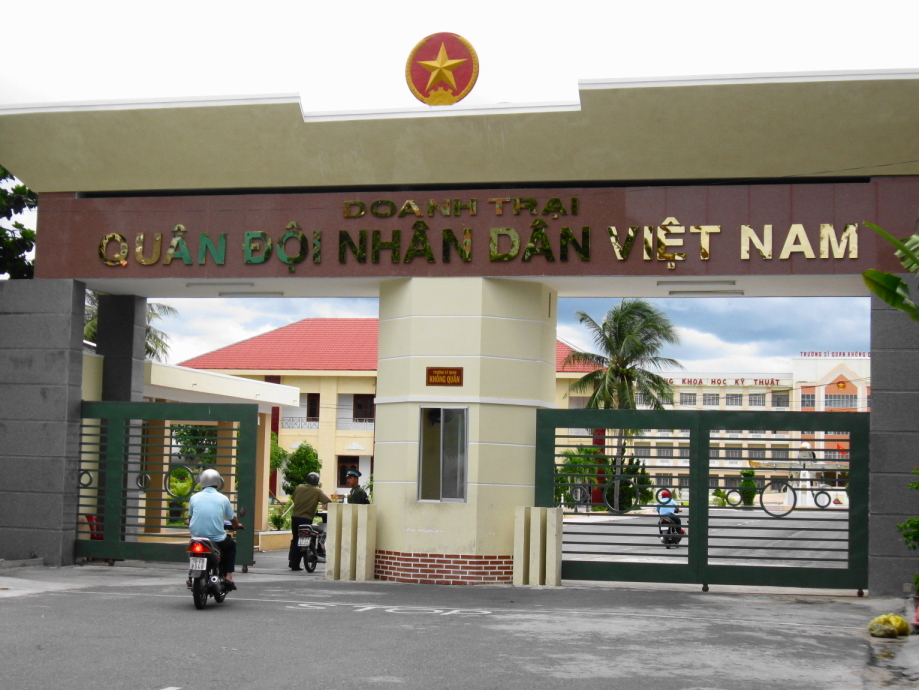
Парадные ворота базы рядом с туристическим центром Нячанга. Надпись: «Казармы народной армии Вьетнама». Фото 2009 г.

В настоящее время территорию базы занимает Народная армия Вьетнама. Все гражданские и военные рейсы 19 мая 2004 года были переведены в аэропорт Камрань. Сегодня база работает как учебный центр лётной подготовки 920 полка ВВС Вьетнама.
Со времени основания базы Нячанг сильно вырос, превратившись в крупный туристический центр страны, и она практически стала находиться в его центре. 12 декабря 2009 премьер-министр Вьетнама Нгуен Тан Зунг подписал документ о переводе 920 полка ВВС в Камрань и использовании земель аэропорта Нячанг в гражданских целях.